# 26917 Піаноро
26917 Піаноро (26917 Pianoro) — астероїд головного поясу, відкритий 15 вересня 1996 року.
Тіссеранів параметр щодо Юпітера — 3,103.